# Mahavelo (Farafangana)
Pour les articles homonymes, voir Mahavelo.
Mahavelo est une commune urbaine malgache située dans la partie est de la région d'Atsimo-Atsinanana.